# 汤滨球蛛
汤滨球蛛（学名：Theridion yunohamense）为球蛛科球蛛属的动物。分布于日本以及中国大陆的四川等地。该物种的模式产地在日本。